# Бучацьке лісництво (Канівський лісгосп)
Буча́цьке лісництво — структурний підрозділ Канівського лісового господарства Черкаського обласного управління лісового та мисливського господарства.
Офіс знаходиться у c. Бучак, Канівський район, Черкаська область.

## Лісовий фонд
Лісництво охоплює ліси Канівського району на площі 6896 га.

## Об'єкти природно-заповідного фонду
У віданні лісництва перебувають об'єкти природно-заповідного фонду:
- ботанічна пам'ятка природи місцевого значення Вікові дуби,
- гідрологічні пам'ятки природи місцевого значення Лисяче джерело, Рожина криниця.